# 豊州鉄道
豊州鉄道（ほうしゅうてつどう）は、かつて福岡県と大分県で路線を建設、運営した鉄道事業者である。
現在の九州旅客鉄道（JR九州）日豊本線行橋 - 柳ヶ浦間、日田彦山線田川後藤寺 - 豊前川崎間、平成筑豊鉄道田川線行橋 - 田川後藤寺間などにあたる路線を運営していた。本社は福岡県京都郡行橋町（現：行橋市）に所在した。1901年（明治34年）9月3日に初代九州鉄道に吸収合併された。

## 沿革

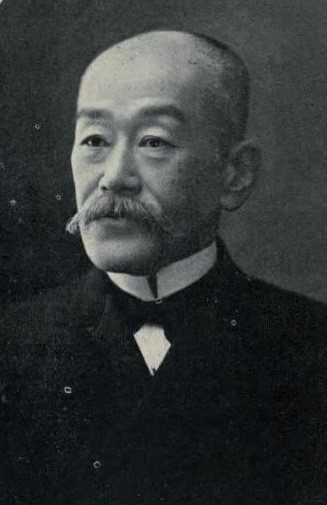
設立者の村野山人

田川地域の石炭搬出を主目的として村野山人により設立された。行橋には石炭搬出の港が無く、九州鉄道の路線を経由して門司へ搬出していた一方、田川の中心である伊田にも九州鉄道が（合併した筑豊鉄道の路線を延長して）進出してきて、両端を挟まれることになった。門司の北東にある田ノ浦に港を築き路線を延長する予定であったが実現せず、九州鉄道に比率1:1で合併した。
1901年3月末現在で営業係数41。資本金680万円（うち払込608万円）、配当は平均して8%程度。

### 年表
- 1890年11月19日：行橋 - 四日市（豊前善光寺駅南6km）、行橋 - 伊田・香春の免許[4]
- 1894年：山陽鉄道社長松本重太郎が専務に就任
- 1895年：松本重太郎が社長に就任
- 1895年8月15日：行橋 - 伊田（現田川伊田）開業[5][6]
- 1896年2月5日：伊田 - 後藤寺（現田川後藤寺）開業
- 1896年6月：行橋 - 田ノ浦（門司の北東4km）の路線免許却下
- 1897年9月25日：行橋 - 長洲（現柳ヶ浦）開業[7]
- 1897年10月20日：後藤寺 - 宮床（現糸田）、宮床 - 豊国（貨）および後藤寺 - 起行（貨）開業
- 1898年：長洲を宇佐に改称
- 1899年1月25日：香春（現勾金）- 夏吉開業
- 1899年7月10日：後藤寺 - 川崎（現豊前川崎）および川崎 - 第一大任（貨）開業
- 1901年9月3日：九州鉄道に合併

## 路線
- 路線長：開業線85.2km、未開業線25.9km[8]
- 軌条：行橋 - 宇佐30kg/m、その他24.5kg/m[8]
- 勾配：最急13‰、標準10‰[8]

## 輸送・収支実績
| 年度 | 乗客（人） | 貨物量（トン） | 営業収入（円） | 営業費（円） | 益金（円） |
| ---- | ---------- | -------------- | -------------- | ------------ | ---------- |
| 1895 | 118,288    | 83,659         | 105,774        | 35,056       | 70,718     |
| 1896 | 285,769    | 428,448        | 175,450        | 79,446       | 96,004     |
| 1897 | 922,355    | 630,109        | 366,327        | 177,254      | 189,073    |
| 1898 | 1,298,007  | 860,314        | 632,942        | 258,415      | 374,527    |
| 1899 | 1,299,627  | 838,087        | 719,741        | 276,593      | 443,148    |
| 1900 | 1,343,693  | 1,230,997      | 904,173        | 368,799      | 535,374    |

- 「官私設鉄道運輸延哩程累年表」「官私設鉄道営業収支累年表」『鉄道局年報』明治38年度（国立国会図書館デジタルコレクション）より

## 車両
九州鉄道へ引き継がれた車両は機関車20、客車52、貨車559であった。

### 機関車
タンク機関車のみ、3形式20両が在籍した。
- 1, 5 : 1894年-1896年、米ボールドウィン製。車軸配置 0-6-0。九州鉄道合併後は、形式166 (166, 170)。国有化後は、1320形 (1322, 1323)。
- 2 - 4, 6 - 8 : 1894年-1896年、米ボールドウィン製。車軸配置 2-6-2。九州鉄道合併後は、形式167 (167 - 169, 171 - 173)。国有化後は、3300形 (3318-3323)。
- 9 - 20 : 1897年-1899年、米ピッツバーグ製。車軸配置 2-6-2。九州鉄道合併後は、形式174 (174 - 185)。国有化後は、3400形 (3400-3411)。

### 客車
九州鉄道へ引き継がれた客車は52両で四輪三等車23両（2種）、四輪一二等車8両（2種）、四輪二三等車5両（2種）、四輪三等緩急合造車8両（2種）、四輪二三等緩急合造車1両、四輪三等郵便緩急合造車1両、郵便緩急合造車3両、四輪郵便車1両

### 貨車
九州鉄道へ引き継がれた貨車は595両で有蓋貨車（7トン積）30両、無蓋貨車（6トン積）16両、同（7トン積）30両、同（9トン積）175両、砂利車（7トン積）20両、石炭車（9トン積）320両、材木車（9トン積）4両

### 車両数の推移
| 年度 | 機関車 | 客車 | 貨車 |
| ---- | ------ | ---- | ---- |
| 1895 | 4      | 14   | 180  |
| 1896 | 8      | 17   | 205  |
| 1897 | 12     | 32   | 365  |
| 1898 | 16     | 47   | 435  |
| 1899 | 20     | 51   | 595  |
| 1900 | 20     | 52   | 595  |

- 「私設鉄道現況累年表」『鉄道局年報』明治38年度（国立国会図書館デジタルコレクション）より